# Henrikkafossen
Henrikkafossen (også skrevet Henrikafossen og lokalt også omtalt som Brudesløret) er et vandfald i Spansdalen i Lavangen kommune i Troms og Finnmark fylke i Norge. Det ligger i Saraelva, en lille biflod til Spanselva, og er omkring 250 meter højt. Beliggenheden på dalens nordvendte fjeldside giver god iskvalitet, og med den store faldhøjde er vandfaldet et et populært mål for isklatrere.